# Gaetano Palloni (medico)
Gaetano Palloni (Montevarchi, 5 settembre 1766 – Livorno, 7 febbraio 1830) è stato un medico italiano.

## Biografia
Figlio di Alessandro Palloni e Caterina Carbonai, borghesi ma non ricchi montevarchini, fece i suoi primi studi nella cittadina valdarnese e, pur non avendo precettori di spessore, «arrivò di buon ora a conoscer profondamente la lingua di Virgilio, a ornarsi in ogni modo di lettere , e ad esser versatissimo in vari rami di filosofia».
E non pare questa essere una esagerazione visto che quando, all'età di 18 anni, decise di iscriversi alla facoltà di medicina dell'Università di Pisa, non avendo la famiglia il denaro necessario per mantenere il figlio agli studi, Palloni si appellò al Granduca Ferdinando III di Toscana con una supplica che non solo il sovrano accolse con favore ma che gli permise, in via del tutto eccezionale, di ottenere l'accesso gratuito agli studi universitari.

### I successi fiorentini
Terminata la carriera universitaria con lode nella laurea dottorale, si portò a Firenze e lì si applicò ai due anni di pratica e di tirocinio obbligatori, all'epoca, per poter accedere all'esame di abilitazione alla professione medica. Durante questo periodo si dedicò particolarmente allo studio dell'anatomia patologica, branca ancora agli albori della medicina moderna, e al perfezionamento dell'inglese e del francese.
Da medico abilitato, l'Antologia fiorentina diretta da Gino Capponi lo descrive «conoscitore delle scienze ausiliarie della Medicina, egli era profondissimo nello studio della patologia, non che in quello de' classici medici sì antichi che moderni. Possedeva un sommo criterio medico per le diagnosi, e un occhio espertissimo per le prognosi. Seguace dell'eccletismo, medicava colla semplicità del Redi, del Cocchi e di Francesco Vacca. Era nemico dei medici sistemi, ma non isdegnava raccogliere le verità e i fatti pratici che ciascuno di essi contiene [...] A queste solide doti, accompagnava il Palloni una somma prudenza, una grande attenzione e assiduità verso i malati, un contegno franco, nobile e gentile, e dei modi dolci e consolanti. Conosceva inoltre il mezzo di rendersi amico l'animo nel malato, e di render meno dura la morte, quando non potea sostenersi la vita.»
La fama che via via Palloni si acquistò sia come medico che come studioso gli valsero, nel 1796, l'elezione a membro dell'Accademia dei Georgofili, dove lesse varie sue produzioni, e poco dopo fu ascritto all'Accademia fiorentina, presso la quale pure si distinse con vari altri lavori.
Divenuto, nel tempo, esperto epidemiologo, il Governo granducale lo chiamò ad esaminare e ad intervenire su un'epizozia, un'epidemia animale, che infieriva da qualche tempo tra il bestiame del Valdarno e che si estinse proprio grazie al suo nuovo codice di profilassi medico-veterinaria. Sempre su incarico regio ebbe la titolarità dell'ambulatorio epidemiologico presso l'Ospedale Bonifacio per gestire la quarantena e la cura di una epidemia di tifo. Anche in questa occasione Palloni con successo debellò il contagio e ne impedì la propagazaione in tutta Firenze.
Nel 1798, non appena Edward Jenner pubblicò i risultati positivi dei suoi esperimenti sulla vaccinazione contro il vaiolo, Palloni si dedicò alla sensibilizzazione degli ambienti scientifici toscani e italiani e alla diffusione del vaccino. Inviò alcuni campioni del composto ai medici di provincia accompagnati dalle corrette istruzioni d'uso, che diverranno poi una pubblicazione scientifica, e di persona si recò in Mugello e in Casentino per accertarsi sul campo se gli armenti di quelle valli fossero affetti da cowpox lasciando, nel caso, indicazioni sui corretti trattamenti veterinari della malattia.
Ormai considerato un luminare, con titolarità di cattedra sia al Bonifacio che all'Santa Maria Nuova, per motuproprio di Ludovico I di Borbone, venne nominato Professore onorario dell'Università di Pisa e Lettore in Firenze delle malattie dell'infanzia, cattedra non esistente prima d'allora e creata espressamente per lui tanto che si può considerare Palloni il padre della pediatria moderna e non solo in Italia..
Nelle parole di Giovanni Prezziner:
«Dallo Spedale di S. Maria Nuova facciam qui passaggio a quello degl'Innocenti. Una Cattedra ivi istituita con Motuproprio del Re Lodovico I in data degli 8 aprile 1802 somministra materia interessante alla nostra Storia. La Cattedra aperta allora in detto luogo fa qual si conveniva ad uno Stabilimento pubblico destinato a ricevere gli esposti Infanti, quella cioè delle Malattie infantili; il soggetto poi chiamato subito a coprirla fu il Sig. Dott. Gaetano Palloni, che ottenne perciò il mensuale stipendio di 25 scudi fiorentini ed il titolo di Professore onorario dell'Università di Pisa. Il Sig. Palloni dietro agli ordini sovrani fece subito i corsi delle sue lezioni in ore pomeridiane, e così venne subito la sua Scuola frequentata dagli studenti Giovani medici non impediti in tali ore da altre lezioni. Dopo che ebbe per due anni pubblicamente insegnato, egli diede alle stampe un Saggio sopra l'utilità e il metodo d'innestare la Vaccina, ed in tal guisa potette il Pubblico avere un argomento luminoso de' di lui studi e delle di lui premure pel vantaggio de' teneri fanciulli».
Alla sua scienza di pediatra ricorse più volte Maria Luisa di Borbone, regina reggente d'Etruria, per curare le infermità dei figli Carlo Ludovico e Maria Luisa Carlotta.

### Il trasferimento a Livorno
Nel porto di Livorno, nell'agosto del 1804, attraccò il bastimento Anna Maria partito originariamente da Veracruz e approdato poi a Cadice da cui era ripartito alla volta del porto toscano. Essendo la Spagna considerata "paese sicuro" a livello sanitario la capitaneria di porto dette il via libera, senza dettare nessuna misura di quarantena, all'ingresso del naviglio nell'area portuale e al libero sbarco dell'equipaggio e dei passeggeri. Errore fatale in quanto l'intero personale del bastimento era affetto dalla febbre gialla a uno stadio già avanzato e l'epidemia, dunque, si diffuse rapidamente.
«I medici o non conoscendo la natura del nuovo male, o temendo che l'annunziarlo dispiacesse al popolo ed al Governo, non suggerirono alcuna utile misura. La malattia andò perciò giornalmente aumentando, fino a gettar lo spavento in Toscana e in tutta quanta l'Italia. Varie misure furono al Governo proposte, e da questo sperimentate , ma riuscendo vano ogni tentativo, fu ricorso al Palloni, come all'ancora sacra della Speranza, e fu spedito a Livorno in compagnia dei Dottori Bertini e Bruni onde provvedesse alla comune salvezza».
Giunto in città, si accertò della natura del male e, intuita la natura vaiolosa del morbo, prese una serie di valide disposizioni per isolarlo e debellarlo. E, infatti, in breve tempo Livorno si poté dire fuori pericolo. Su istanza dei Livornesi, e dei consoli stranieri in Livorno, fu eletto medico di Sanità di quel Porto che avea salvato dal disastro.
In proposito ricorda Giovanni Gherardini, medico, nelle note al poema del 1810 "Amori delle Piante" di Erasmus Darwin:
«esempj di rara filantropia non mancarono pure, intorno al 1805, in Livorno, durante l'epidemia che vi regnò. Fra i molti che sacrificarono sé stessi in ajuto de' miseri infermi, merita particolar menzione il dott. Gaetano Palloni, il quale diede a quel paese il maggior sollievo che gli fosse bisogno, insegnando il vero metodo curativo di quella febbre, felice risultamento delle sue replicate e accuratissime osservazioni: e tanto fu il suo zelo, che alla fine egli pure contrasse la malattia dominante, da cui nondimeno si riebbe con lo stesso metodo ch'ei praticava in altrui. E gran lode vuol essere pur data al nostro Magistrato di Sanità, il quale solamente per via d'induzione seppe antivedere il vero metodo di cura conveniente in quella epidemia, cioè il metodo antiflogistico; e si trovò pertanto in pieno accordo col dott. Palloni che fece in su 'l luogo le sue fortunate sperienze. Non giova qui rammentare quanti ostacoli dovette superar quel saggio Medico a persuadere i più che contagiosa era l'indole della febbre di Livorno. La ritrosia de' Medici in ammettere i contagi è sempre stata pertinace.»
Al colmo dunque della sua popolarità, Palloni decise di fermarsi in pianta stabile a Livorno e, nella sua nuova veste di autorità indiscussa in campo epidemiologico, si mise alacramente al lavoro apportando tutta una serie di modifiche e migliorie ai sistemi sanitari, introducendo per la prima volta il "suffumigio" di cloro nella disinfezione dei bastimenti, e riordinando il sistema dei Lazzeretti.
Fece inoltre un regolamento di polizia medica per la città, con il quale provvide non solo ad indicare la corretta nettezza delle strade, dei fossi, e delle fognature, ma anche a introdurre il controllo e, se nel caso, la bandizione dei prodotti alimentari guasti, e arrivando persino ad occuparsi del buono stato igienico delle farmacie, e alla verificazione dei titoli degli esercenti la medicina.
Oltre a ciò impedì per varie volte l'introduzione di nuovi contagi a Livorno, e specialmente nel dicembre del 1806, quando giunse in Livorno una feluca carica di soldati francesi contagiati, sebbene ancora in fase di incubazione, dalla peste. Per impedire lo scoppio di una nuova epidemia si oppose, a rischio dell'intera sua carriera se non della vita, perfino alle autorità militari francesi che alla fine cedettero ai consigli del medico. Difatti pochi giorni dopo la peste falcidiò tutti i soldati del bastimento.
«Nella circostanza del tifo petecchiale del 1817, egli si dette pure ogni premura per diminuire la mortalità di Livorno, e togliere la vera origine del contagio. Non contento infatti delle solite misure, attivate durante la febbre gialla, fece espellere più di 5000 miserabili, che scesi per la fame dall'Appennino, si erano rifuggiti in Livorno, e vi avevano trasferito la semenza del morbo. Né minore fu la sua energia e utilità, quando non ha guari si sparse voce, che un contagio nerissimo minacciava la città di Pisa; giacché alla sua sapienza e fermezza, si dové la cognizione del vero, e la cessazione istantanea di quelle pratiche, che cominciavano a porre in timore tutta quanta l'Italia».

### Riconoscimenti
Passata la Toscana sotto il governo francese, ovvero annessa alla Francia, Palloni fu insignito del titolo di Medico dell'epidemie, e venne nominato membro del Giurì di Medicina nel dipartimento del Mediterraneo. Da Gioacchino Murat fu creato Cavaliere dell'Ordine reale delle Due Sicilie; ed quando la Toscana tornò sotto i Lorena gli venne conferito l'Ordine del Merito sotto il titolo di S. Giuseppe. Oltre a ciò, nel gennaio del 1818, fu dichiarato medico di Camera della Duchessa di Lucca, già Regina d'Etruria; e nel maggio del 1826 fu ascritto dal Gran Duca alla Nobiltà Livornese, per grazia richiesta spontaneamente dal Civico Magistrato di Livorno. E Carlo Botta, nella sua Storia d'Italia, parlando della febbre gialla di Livorno, dedicò a Palloni un elogio spontaneo ove riconobbe a lui la gloria di averne domato l'impeto e impedita la diffusione.

### L'attività accademica e divulgativa
Incessante il suo lavoro di produzione e promozione accademica che lo mantenne in corrispondenza con le élite intellettuali italiane e straniere, Ugo Foscolo tra i nomi più celebri, e che, in ultimo, lo portò alla fondazione dell'Accademia Labronica:
«Il concetto di un'Accademia nazionale italiana deriva troppo evidentemente da quello di una Repubblica letteraria d'Italia, che già tanto occupò la mente e la penna dell'incomparabile Muratori [...]. Più tardi anche Ippolito Pindemonte avea proposta una Società italica letteraria. Ma un disegno di tal fatta ribolli più forte ed efficacemente nell'animo del valdarnese professor Giacomo Sacchetti, allora dimorante in Siena. Nell'Accademia de' Tegei di quella città fu fatta la prima proposizione di un'Accademia nazionale [...] Quando il granducato di Toscana diventò regno d'Etruria, il Sacchetti si fe sollecito d'implorare pel suo istituto il favore de' nuovi padroni, ma volle insieme recarlo a misura pressoché gigantesca, affastellando i titoli e le cariche, moltiplicando a circa dugento gli articoli del suo nuovo Regolamento. Quindi la scissura seguita tra il fondatore e il suo emulo professor Gaetano Palloni, che avendo staccati dal primo parecchi membri della compagnia allora sedente in Pisa, aperse in Livorno una consociazione novella col titolo di Accademia italiana di scienze, lettere ed arti [...]. A ciò sforzato dai signori d'Italia dové mutare quel titolo originario [e] il Palloni al suo scisma dié quello più modesto di Accademia Labronica: Livorno fu dotata di una istituzione letteraria, che produsse alcun utile, non foss'altro colla Biblioteca che oggi possiede;». Biblioteca a cui Palloni, alla morte, lasciò in eredità 1000 tra libri e volumi di medicina e non solo.
Fu anche membro delle accademie di Copenaghen, Vilnius, Lund e Berlino.
Notevole anche la serie delle sue pubblicazioni di cui alcune davvero innovative:
- Sulle cause più generali che diminuiscono o distruggono la respirabilità dell'aria atmosferica, e dei mezzi per restituirgliela mediante la vegetazione. Memoria letta all'Accademia dei Georgofili l'8 luglio 1795, ed inserita nel III volume de' suoi Atti.
- Sopra il cangiamento di clima nelle parti meridionali d'Europa. Memoria letta all'Accademia medesima il 5 agosto 1795, ed inserita nello stesso volume de' suoi Atti.
- Elogio di Michalangiolo Gianetti, recitato nella R. Accademia Fiorentina il 4 maggio 1797, e pubblicato in Firenze nel dicembre dell'anno medesimo.
- Memoria sopra l'inoculazione della vaccina in Toscana. Firenze 1801 nella Stamperia di Giuseppe Luchi.
- Osservazioni mediche sulla malattia febbrile dominante in Livorno. Livorno 1804. Per Tommaso Masi e C.
- Parere medico sulla malattia febbrile cha ha dominato nella città di Livorno l'anno 1804. Firenze 1805 nella stamperia reale.
- Elogio di Tommaso Bonicoli anatomico fiorentino, inserito nel primo tomo degli Atti dell'Accademia Italiana.
- Sul tifo petecchiale. Osservazioni mediche, Livorno, 1817. Nella stamperia di Giuseppe Dionisio Giorgi.
- Commentario sul morbo petecchiale dell'anno 1817, con alcuni cenni sui contagi in genere, e sopra il principio di vita. Livorno 1819. Stamperia Giorgi.
- Elogio di S. E. il Barone Francesco Spannocchi Piccolomini. Firenze 1823, Stamperia Chiari.
- Se la febbre gialla sia o no un contagio. Livorno 1824. Dai torchi di Glauco Masi.
- Sull'attuale stato della medicina. Discorso letto alla Società Medica di Livorno. Livorno 1826. Nella stamperia Giorgi.
- Rapporto dei lavori della Società Medica di Livorno dal 20 maggio al 20 novembre 1826. Livorno 1827. Presso Glauco Masi.
- Sulle costituzioni epidemiche e sui mali endemici. Memoria letta alla Società Medica di Livorno. Livorno 1827. Nella tipografia degli Eredi Giorgi.
- Istoria di un sonnambulismo con alcune riflessioni sopra questo fenomeno, e sul sonno. Inserita nel Nuovo Mercurio delle scienze mediche. Marzo 1829.

Il commentario sul tifo petecchiale, nel 1820, venne tradotto e pubblicato anche in tedesco mentre la memoria sul contagio della febbre gialla fu tradotta in spagnolo nel 1824 e approvata dalla Giunta di Sanità di Barcellona e dal Consiglio di Sanità di Parigi.